# Mamadou Lamine Fofana
Pour les articles homonymes, voir Fofana.
Mamadou Lamine Fofana, né en 1940 à Kouroussa en haute guinée, est une personnalité politique guinéenne.
De mai 2019 au 19 juin 2020, il fut Ministre d'État, ministre de la Justice dans le Gouvernement Kassory avant d’être remplacé par Mory Doumbouya.

## Biographie et études
Né à Kouroussa en 1940, il effectue ses études primaires et secondaires à Kouroussa et Kankan, avant de poursuivre dans la recherche agricole de 1954 à 1964 à Kankan et Kindia.
Après des études supérieures de droit à l'université Cheikh-Anta-Diop de Dakar et obtient une maîtrise, option droit judiciaire en 1973, il est admis à l'École nationale d'administration et de magistrature (ENAM) de Dakar, d'où il sort diplômé en 1975.
Il a été formateur à l’École nationale de Police, École nationale de la gendarmerie, École nationale des assistants sociaux et l’École nationale d'administration et de magistrature de Dakar.

## Parcours politique
Membre fondateur de la Jeunesse du Rassemblement démocratique africain (JRDA), il a été actif dans les fédérations du Parti démocratique de Guinée (PDG) de Kankan et de Kindia.

## Parcours professionnel
Entre 1975 à 1982, il devient substitut du procureur de la République près le tribunal de Kaolack, puis procureur de la République six mois plus tard près le même Tribunal de Kaolack, ensuite successivement le tribunal de Thiès et celui Tambacounda.
Entre 1982 à 1986 il est directeur des affaires criminelles et de grâces ainsi que directeur par intérim des affaires civiles et du sceau au Ministère de la Justice du Sénégal.
Entre 1986 à 1990 il est directeur des affaires criminelles au Ministère de la Justice du Sénégal.
Entre 1990 à 1996 il est inspecteur général des services judiciaires au Ministère de la Justice du Sénégal.
En 1996, Mamadou Lamine Fofana est détaché au Ministère de l’intérieur où il occupe plusieurs postes de responsabilités dont entre autres celui de Coordinateur national de la lutte contre la drogue du comité interministériel de lutte contre la drogue. Il crée un office central anti-drogue et dirige l’équipe chargée de l’élaboration du code des drogues.
À la création du Groupe intergouvernemental d'action contre le blanchiment d’argent en Afrique de l’Ouest (GIABA), le 16 décembre 1999 lors de la conférence des chefs d’État et de Gouvernement, il est nommé premier Secrétaire Exécutif. Avec ses collaborateurs, il élabore la première loi uniforme de lutte contre le blanchiment d’argent au niveau de l’Union monétaire ouest-africaine (UMOA).
En 2004, il est membre fondateur de la cellule nationale de traitement des informations financières (CENTIF)
En 2012, il est appelé par le président de la République de Guinée, le professeur Alpha Condé, dans le cadre de la réforme du secteur de la justice et de la mise en place des institutions républicaines.
En 2013, il est nommé conseiller spécial à la présidence de la République de Guinée et initiera la mise en place des lois L054 et L055 du 17 mai 2013, portant respectivement sur le statut des magistrats et sur le conseil supérieur de la magistrature
En 2014, il participe à l’élaboration et à la validation de la politique nationale de réforme de la justice 2014-2024.
En 2015, il entame la mise en place des institutions républicaines telle que l’Institution nationale indépendante des droits humains (INDH), la Cour constitutionnelle, la Haute autorité de la communication (HAC), la Cour des comptes, le Conseil économique et social et l’installation du médiateur de la République. La même année, il est nommé ministre conseiller à la présidence Chargé des relations avec les institutions républicaines.
Du 27 mai 2019 au 19 juin 2020, il était le ministre d'État, ministre de la Justice, garde des Sceaux avant d'être remplacé par Mory Doumbouya.
Il est Ministre Conseiller à la Présidence Chargé des relations avec les institutions républicaines.

## Ouvrages
- La police et le citoyen au Sénégal, éditions juridiques africaines (1993[6]) ;
- L’universalité des droits de l’homme et leur impact en Afrique[7],[8];
- Le blanchiment de capitaux en Afrique de l’Ouest[9],[10].

## Prix et reconnaissances
- En 1993 : Officier de l’ordre du Mérite (Sénégal) ;
- En 1995 : Officier de l’ordre national du Mérite (France).